# Tenomerga leucophaea
Tenomerga leucophaea is een keversoort uit de familie Cupedidae. De wetenschappelijke naam van de soort is voor het eerst geldig gepubliceerd in 1839 door Newman.